# Hipónomo

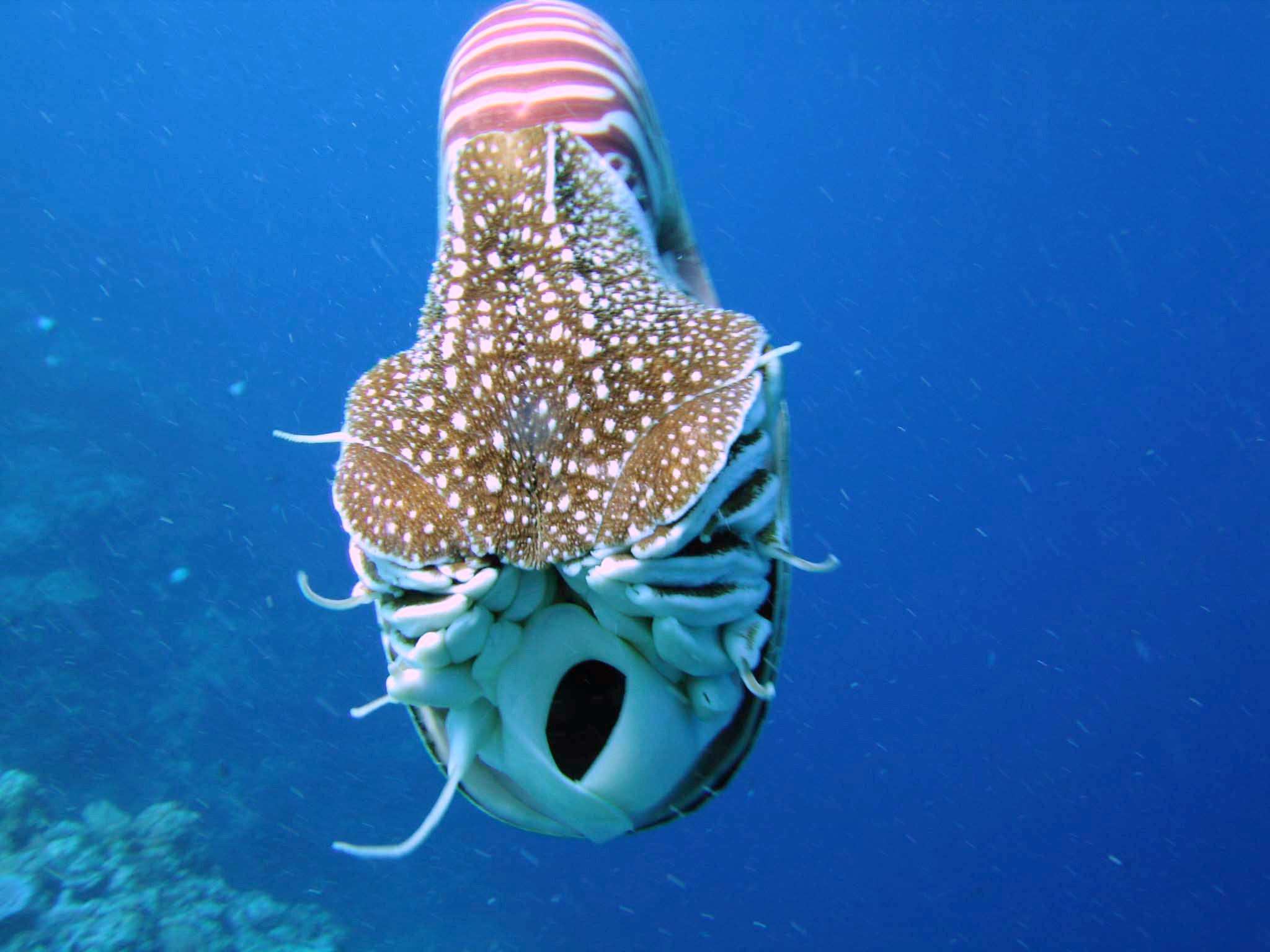
Visión frontal de Nautilus belauensis mostrando la abertura del hipónomo.

El hipónomo es una estructura en forma de tubo o embudo (sifón) presente en los moluscos cefalópodos por donde el agua es inhalada y a su vez expulsada de la cavidad del manto o cavidad paleal. Su peculiaridad, a parte de mantener limpia la cavidad paleal (ya que en ella están las branquias o ctenidios, y en donde desemboca el ano, el gonoducto, y el nefridioporo), es expulsar agua a presión propulsando al animal en sentido contrario al flujo.